# Präludium und Fuge a-Moll BWV 865 (Das Wohltemperierte Klavier, I. Teil)
Präludium und Fuge a-Moll, BWV 865, bilden ein Werkpaar im 1. Teil des Wohltemperierten Klaviers, einer Sammlung von Präludien und Fugen für Tasteninstrumente von Johann Sebastian Bach.

## Präludium
Peter Benary bezeichnet das Stück als Invention und sieht hier „zwei Motive in spielerischem Wechsel“. Das erste Motiv, in der rechten Hand eingeführt, besteht hauptsächlich aus gebrochenen Akkorden. Dazu gesellt sich in der linken Hand ein insistierendes Motiv mit Wechselnoten, die einen viertaktigen Orgelpunkt auf A umspielen. Es tritt allmählich in den Hintergrund, kehrt aber in Takt 22 mit Repriseneffekt zurück. Ein weiteres melodisches Motiv mit einem absteigenden Septimensprung tritt ab Takt 17 zweimal auf, hat aber für den weiteren Verlauf des Stücks keine Konsequenzen.

## Fuge
Diese Fuge nimmt in Bachs Werk eine Sonderstellung ein. Einerseits ist sie unverhältnismäßig länger als das Präludium, gehört mit ihren 87 4⁄4-Takten sogar zu den längsten ihrer Art im Wohltemperierten Klavier. Andererseits ist davon auszugehen, dass das Werk mit seinem abschließenden Orgelpunkt, der textgetreu und manualiter nicht spielbar ist, für Orgel komponiert wurde. Deshalb ist Hermann Keller der Ansicht, dass das Stück gar nicht in das Wohltemperierte Klavier hineingehört.
Das Werk wird in der Fachliteratur allgemein nicht sehr günstig beurteilt. Viele sehen in ihm ein Jugendwerk Bachs und bezeichnen es als unausgereift. Nach Hermann Keller will die Fuge „mit ihrer wohlüberlegten, rationalen Anlage ein Probestück sein, in dem alle Möglichkeiten der Engführung, Umkehrung und einer Kombination beider so gründlich durchexerziert werden, dass sie in jedem Lehrbuch der Fugen-Komposition als Musterbeispiel für die Anwendung dieser Techniken stehen könnte.“ Benary gebraucht für diesen Umstand den Ausdruck der Katalog-Fuge.
Die Fuge zeichnet sich durch eine gewisse rhythmische Monotonie aus, die im zweiteiligen Thema vorgegeben ist. Beginnend auf dem Grundton a, steigt es bis zur Sext auf f empor, stürzt mit einem Septimensprung und einer großen Terz bis ins E hinunter, wird nach einer Achtelpause fortgeführt und endet wiederum auf dem Grundton. In leicht veränderter Form hat Bach später dieses Thema in der Orchestereinleitung seiner Kantate Bisher habt ihr nichts gebeten in meinem Namen übernommen. Wie gesagt, finden sich im weiteren Verlauf der Fuge zahlreiche Engführungen und Umkehrungen, jedoch kein durchgehaltenes Kontrasubjekt und auch keine längeren Zwischenspiele.
Die Schlusssteigerung beginnt mit zwei emphatischen Haltepunkten auf Dissonanzen in Takt 80 und 82, ähnlich dem Abschluss in der Passacaglia in c-Moll und der Orgelfuge BWV 547. In Takt 83 wird der Orgelpunkt auf A erreicht, der, verbunden mit einer wachsenden Stimmenanzahl, über viereinhalb Takte zum Schlussakkord in A-Dur führt.